# World Grand Prix 2006
Il World Grand Prix 2006 si è svolto dal 18 agosto al 10 settembre 2006. Dopo la fase a gironi che si è giocata dal 18 agosto al 3 settembre, la fase finale, a cui si sono qualificate le prime cinque squadre nazionali classificate nella fase a gironi, più l'Italia, paese ospitante, si è svolta dal 6 al 10 settembre a Reggio Calabria, in Italia. La vittoria finale è andata per la sesta volta, la terza consecutiva, al Brasile.

## Squadre Partecipanti

### Asia
- Cina
- Corea del Sud
- Giappone
- Thailandia

### Europa
- Azerbaigian
- Italia
- Polonia
- Russia

### America
- Brasile
- Cuba
- Rep. Dominicana
- Stati Uniti

## Fase a gironi

### Primo week-end
| Gruppo A                                        | Gruppo B                                           | Gruppo C                                                   |
| ----------------------------------------------- | -------------------------------------------------- | ---------------------------------------------------------- |
| Sede: Tokyo Brasile Corea del Sud Cuba Giappone | Sede: Hong Kong Azerbaigian Cina Russia Thailandia | Sede: Bydgoszcz Italia Polonia Rep. Dominicana Stati Uniti |

### Secondo week-end
| Gruppo D                                             | Gruppo E                                         | Gruppo F                                        |
| ---------------------------------------------------- | ------------------------------------------------ | ----------------------------------------------- |
| Sede: Macao Brasile Cina Rep. Dominicana Stati Uniti | Sede: Seul Corea del Sud Giappone Polonia Russia | Sede: Taipei Azerbaigian Cuba Italia Thailandia |

### Terzo week-end
| Gruppo G                                   | Gruppo H                                                  | Gruppo I                                              |
| ------------------------------------------ | --------------------------------------------------------- | ----------------------------------------------------- |
| Sede: Ningbo Azerbaigian Cina Cuba Polonia | Sede: Bangkok Corea del Sud Russia Stati Uniti Thailandia | Sede: Okayama Brasile Giappone Italia Rep. Dominicana |

## Fase finale - Reggio Calabria

### Gironi
| Gruppo A         | Gruppo B                |
| ---------------- | ----------------------- |
| Cina Cuba Italia | Brasile Giappone Russia |

### Finali 1º e 3º posto
|  | Semifinali | Semifinali | Semifinali |         |        | Finale 1º/2º posto | Finale 1º/2º posto | Finale 1º/2º posto |  |
|  |            |            |            |         |        |                    |                    |                    |  |
|  | Cuba       | Cuba       | 0          |         |        |                    |                    |                    |  |
|  | Cuba       | Cuba       | 0          |         |        |                    |                    |                    |  |
|  | Brasile    | Brasile    | 3          |         |        |                    |                    |                    |  |
|  | Brasile    | Brasile    | 3          |         | Russia | Russia             | 1                  |                    |  |
|  |            |            |            |         | Russia | Russia             | 1                  |                    |  |
|  |            |            | Brasile    | Brasile | 3      |                    |                    |                    |  |
|  | Italia     | Italia     | Brasile    | Brasile | 3      | 2                  |                    |                    |  |
|  | Italia     | Italia     |            |         |        | 2                  |                    |                    |  |
|  | Russia     | Russia     | 3          |         |        | Finale 3º/4º posto | Finale 3º/4º posto | Finale 3º/4º posto |  |
|  | Russia     | Russia     | 3          |         |        |                    |                    |                    |  |
|  |            |            |            |         |        |                    |                    |                    |  |
|  |            |            |            |         |        | Italia             | Italia             | 3                  |  |
|  |            |            |            |         |        | Italia             | Italia             | 3                  |  |
|  |            |            |            |         |        | Cuba               | Cuba               | 2                  |  |

## Podio

### Campione
Formazione: 1 Walewska de Oliveira, 2 Carolina Albuquerque, 3 Marianne Steinbrecher, 5 Caroline Gattaz, 7 Hélia de Souza, 8 Valeska Menezes, 9 Fabiana Claudino, 10 Wélissa Gonzaga, 12 Jaqueline de Carvalho, 13 Sheilla de Castro, 15 Arlene Xavier, 17 Renata Colombo, CT: Jose Guimaraes

### Secondo posto
Formazione: 1 Marija Borodakova, 2 Ol'ga Pal'čikova, 4 Maria Brunceva, 5 Ljubov' Sokolova, 6 Elena Godina, 7 Natal'ja Safronova, 9 Svetlana Krjučkova, 11 Ekaterina Gamova, 12 Marina Šešenina, 16 Julija Merkulova, 17 Natal'ja Kulikova, 18 Marina Akulova, CT: Giovanni Caprara

### Terzo posto
Formazione: 2 Simona Rinieri, 3 Elisa Togut, 5 Sara Anzanello, 6 Valentina Fiorin, 7 Martina Guiggi, 8 Paola Paggi, 9 Nadia Centoni, 10 Stefania Dall'Igna, 12 Francesca Piccinini, 14 Eleonora Lo Bianco, 15 Antonella Del Core, 18 Monica De Gennaro, CT: Marco Bonitta

## Classifica finale
| Classifica | Squadre         |
| ---------- | --------------- |
|            | Brasile         |
|            | Russia          |
|            | Italia          |
| 4          | Cuba            |
| 5          | Cina            |
| 6          | Giappone        |
| 7          | Stati Uniti     |
| 8          | Rep. Dominicana |
| 9          | Corea del Sud   |
| 10         | Azerbaigian     |
| 11         | Thailandia      |
| 12         | Polonia         |